# Alexei Jurjewitsch Nemow
Alexei Jurjewitsch Nemow (russisch Алексей Юрьевич Немов; * 28. Mai 1976 in Baraschewo, Mordwinien, Sowjetunion) ist ein ehemaliger russischer Kunstturner. Er wurde viermal Olympiasieger und gewann fünf Weltmeistertitel.

## Leben
Nemow wuchs in Toljatti auf, wo er im Alter von sechs Jahren zu turnen begann. Mit vierzehn Jahren wurde er in den sowjetischen Juniorenkader aufgenommen und trainierte von da an im nationalen Trainingszentrum am „Runden See“, nahe Moskau.
Seinen ersten internationalen Auftritt bei den Senioren hatte Nemow bei den Weltmeisterschaften 1993 in Birmingham, wo er am Boden den fünften Platz belegte. Seinen ersten Titel konnte er bei den Weltmeisterschaften 1995 in Sabae am Sprung gewinnen.
Bei den Olympischen Spielen 1996 in Atlanta wurde er Olympiasieger mit der Mannschaft und am Sprung, verfehlte den Gewinn des Mehrkampfes jedoch knapp und musste sich dem Chinesen Li Xiaoshuang geschlagen geben. Trotzdem wurde er nicht nur zum Publikumsliebling der olympischen Turnwettkämpfe, sondern mit sechs Medaillen auch zum erfolgreichsten Turner der Spiele.
Nach einer Schulteroperation 1997 konnte er zunächst nicht mehr problemlos an den Ringen turnen. Umso mehr überraschte er bei den Olympischen Spielen 2000 in Sydney, wo er erneut sechs Medaillen gewinnen konnte, darunter die Goldmedaillen im Einzelmehrkampf und am Reck.
Beide Titel konnte er 2004 bei den Olympischen Spielen in Athen nicht verteidigen. Zwar stand er im Reckfinale, wurde dort allerdings nur fünfter. Der einzige für das Publikum sichtbare Fehler Nemows war ein Ausfallschritt nach der Landung des Abgangs. Dies führte zu einem minutenlangen Pfeifkonzert in der Halle bis Nemow das Publikum beruhigte. Zwar wurde seine Wertung durch den Hauptkampfrichter von 9,725 auf 9,762 Punkte korrigiert, für einen Medaillengewinn reichte dies jedoch nicht. Nemow selbst kritisierte das Kampfgericht in der Öffentlichkeit nicht.
Nach den Olympischen Spielen 2004 beendete Nemow seine aktive Karriere.
Nemow ist verheiratet und Vater eines Sohnes.